# Atletisme als Jocs Olímpics d'Estiu de 1920 - 400 metres masculins
Els 400 metres masculins va ser una de les proves del programa d'atletisme disputades durant els Jocs Olímpics d'Anvers de 1920. La prova es va disputar entre el 19 i el 20 d'agost de 1920 i hi van prendre part 37 atletes de 16 nacions diferents.

## Medallistes
| Or               | Plata            | Bronze             |
| Bevil Rudd (RSA) | Guy Butler (GBR) | Nils Engdahl (SWE) |

## Rècords
Aquests eren els rècords del món i olímpic que hi havia abans de la celebració dels Jocs Olímpics de 1920.
| Rècord del Món | 47.4(*) | Ted Meredith     | Cambridge (USA) | 27 de maig de 1916   |
| Rècord Olímpic | 48.2    | Charles Reidpath | Estocolm (SWE)  | 13 de juliol de 1912 |

(*) 440 iardes (= 402.34 m)

## Resultats

### Sèries
Es van disputar 10 sèries el 19 d'agost, amb la participació de 37 atletes. Es classificaven els 2 primers classificats de cada sèrie.
- (Entre parèntesis temps estimat)

| Pos. | Atleta            | Nació      | Temps  |
| ---- | ----------------- | ---------- | ------ |
| 1    | Robert Lindsay    | Regne Unit | 52"0   |
| 2    | Clarence Oldfield | Sud-àfrica | (52"2) |
| 3    | Anatole Bolin     | Suècia     | (52"6) |

| Pos. | Atleta               | Nació          | Temps  |
| ---- | -------------------- | -------------- | ------ |
| 1    | Gaston Féry          | França         | 51"1   |
| 2    | John Ainsworth-Davis | Regne Unit     | (51"3) |
| 3    | Karel Frankenstein   | Txecoslovàquia | (51"8) |
| 4    | Frank Irvine         | Sud-àfrica     | ND     |

| Pos. | Atleta         | Nació        | Temps  |
| ---- | -------------- | ------------ | ------ |
| 1    | Frank Shea     | Estats Units | 50"8   |
| 2    | Henry Dafel    | Sud-àfrica   | (51"2) |
| 3    | Sven Krokström | Suècia       | (51"6) |

| Pos. | Atleta              | Nació        | Temps  |
| ---- | ------------------- | ------------ | ------ |
| 1    | Ted Meredith        | Estats Units | 51"6   |
| 2    | Géo André           | França       | (52"3) |
| 3    | Giuseppe Bernardoni | Itàlia       | (52"8) |

| Pos. | Atleta            | Nació      | Temps  |
| ---- | ----------------- | ---------- | ------ |
| 1    | Bevil Rudd        | Sud-àfrica | 50"6   |
| 2    | Erik Wilén        | Finlàndia  | (51"1) |
| 3    | Reinhold Saulmann | Estònia    | (51"6) |
| 4    | Giovanni Tosi     | Itàlia     | (51"8) |

| Pos. | Atleta       | Nació          | Temps  |
| ---- | ------------ | -------------- | ------ |
| 1    | Robert Emery | Estats Units   | 52"6   |
| 2    | Guy Butler   | Regne Unit     | (53"2) |
| 3    | Karel Přibyl | Txecoslovàquia | (54"0) |
| 4    | Jules Migeot | Bèlgica        | (55"1) |

| Pos. | Atleta          | Nació        | Temps  |
| ---- | --------------- | ------------ | ------ |
| 1    | George Schiller | Estats Units | 50"4   |
| 2    | Nils Engdahl    | Suècia       | (50"6) |
| 3    | Maurice Delvart | França       | (50"9) |
| 4    | Einar Mangset   | Noruega      | (51"3) |

| Pos. | Atleta          | Nació  | Temps  |
| ---- | --------------- | ------ | ------ |
| 1    | Eric Sundblad   | Suècia | 52"0   |
| 2    | Hec Phillips    | Canadà | (52"3) |
| 3    | Agide Simonazzi | Itàlia | (53"0) |
| 4    | Purma Bannerjee | Itàlia | (53"1) |

| Pos. | Atleta                  | Nació      | Temps  |
| ---- | ----------------------- | ---------- | ------ |
| 1    | Omer Corteyn            | Bèlgica    | 52"2   |
| 2    | Hedges Worthington-Eyre | Regne Unit | (52"5) |
| 3    | Jean Proess             | Luxemburg  | (52"6) |
| 4    | José García Lorenzana   | Espanya    | (52"8) |

| Pos. | Atleta               | Nació   | Temps  |
| ---- | -------------------- | ------- | ------ |
| 1    | François Morren      | Bèlgica | 51"6   |
| 2    | Miguel García Onsalo | Espanya | (52"0) |
| 3    | Eugène Bayon         | França  | (52"4) |
| 4    | Ahmed Khairy         | Egipte  | ND     |

### Quarts de final
Es van disputar 4 sèries el 19 d'agost, amb la participació de 20 atletes. Es classificaven els 3 primers classificats de cada sèrie.
| Pos. | Atleta               | Nació        | Temps  |
| ---- | -------------------- | ------------ | ------ |
| 1    | Nils Engdahl         | Suècia       | 50"4   |
| 2    | John Ainsworth-Davis | Regne Unit   | (50"7) |
| 3    | Robert Emery         | Estats Units | (50"7) |
| 4    | François Morren      | Bèlgica      | (50"8) |
| 5    | Clarence Oldfield    | Sud-àfrica   | (51"1) |

| Pos. | Atleta       | Nació        | Temps  |
| ---- | ------------ | ------------ | ------ |
| 1    | Gaston Féry  | França       | 50"6   |
| 2    | Guy Butler   | Regne Unit   | (50"7) |
| 3    | Ted Meredith | Estats Units | (50"8) |
| 4    | Erik Wilén   | Finlàndia    | (51"1) |
| 5    | Hec Phillips | Canadà       | (51"5) |

| Pos. | Atleta          | Nació        | Temps  |
| ---- | --------------- | ------------ | ------ |
| 1    | Henry Dafel     | Sud-àfrica   | 51"0   |
| 2    | George Schiller | Estats Units | (51"3) |
| 3    | Eric Sundblad   | Suècia       | (51"4) |
| 4    | Robert Lindsay  | Regne Unit   | (51"7) |
| 5    | Omer Corteyn    | Bèlgica      | (52"1) |

| Pos. | Atleta                  | Nació        | Temps  |
| ---- | ----------------------- | ------------ | ------ |
| 1    | Frank Shea              | Estats Units | 51"0   |
| 2    | Bevil Rudd              | Sud-àfrica   | (51"2) |
| 3    | Géo André               | França       | (51"3) |
| 4    | Miguel García Onsalo    | Espanya      | (52"6) |
| 5    | Hedges Worthington-Eyre | Regne Unit   | (52"7) |

### Semifinal
Es van disputar 2 semifinals el 20 d'agost, amb la participació de 12 atletes. Es classificaven els 3 primers classificats de cada semifinal.
| Pos. | Atleta               | Nació        | Temps  |
| ---- | -------------------- | ------------ | ------ |
| 1    | Nils Engdahl         | Suècia       | 49"4   |
| 2    | Bevil Rudd           | Sud-àfrica   | (49"7) |
| 3    | John Ainsworth-Davis | Regne Unit   | (49"9) |
| 4    | Robert Emery         | Estats Units | ND     |
| 5    | George Schiller      | Estats Units | ND     |
| 6    | Gaston Féry          | França       | ND     |

| Pos. | Atleta        | Nació        | Temps  |
| ---- | ------------- | ------------ | ------ |
| 1    | Frank Shea    | Estats Units | 50"0   |
| 2    | Guy Butler    | Regne Unit   | (50"2) |
| 3    | Henry Dafel   | Sud-àfrica   | (50"4) |
| 4    | Ted Meredith  | Estats Units | (50"4) |
| 5    | Géo André     | França       | (50"5) |
| 6    | Eric Sundblad | Suècia       | (52"0) |

### Final
Es va disputar el 20 d'agost amb la participació de 6 atletes.
| Pos. | Atleta               | Nació        | Temps oficial | Temps oficós |
| ---- | -------------------- | ------------ | ------------- | ------------ |
| 1    | Bevil Rudd           | Sud-àfrica   | 49"6          |              |
| 2    | Guy Butler           | Regne Unit   |               | 49"9         |
| 3    | Nils Engdahl         | Suècia       |               | 49"9         |
| 4    | Frank Shea           | Estats Units | ND            | ND           |
| 5    | John Ainsworth-Davis | Regne Unit   | ND            | ND           |
| 6    | Henry Dafel          | Sud-àfrica   | ND            | ND           |